# En tu cama o en la mía (programa de televisión)
En tu cama o en la mía es un programa de televisión venezolano producido y transmitido por la cadena Venevisión, estrenado el 4 de mayo de 2019, cuyo formato se basa la entrevista a famosos, presentado por la animadora y locutora Mariela Celis,

## Formato
El espacio es un programa de entrevista a personalidades del entretenimiento y los deportes, cuyo escenario de desarrollo se realiza en una cama, y en pijama, con elementos de humor y repaso de la carrera en Venezuela de los invitados. 
La producción se realiza en formato de 8 a 13 episodios por temporada, con una duración indefinida de 60 minutos a 90 minutos, dependiendo el entrevistado. Entre 2020 y 2021 el formato tuvo un leve cambio en su producción al implementar mamparas y distanciamiento entre el entrevistado y el invitado para cumplir las medidas bioseguridad debido al desarrollo de la Pandemia de Covid-19 en Venezuela.

## Episodios
| Temporada | Temporada | Ep | Transmisión          | Transmisión            | Horarios        |
| Temporada | Temporada | Ep | Inicio               | Final                  | Horarios        |
| --------- | --------- | -- | -------------------- | ---------------------- | --------------- |
|           | T1        | 13 | 4 de mayo de 2019    | 27 de julio de 2019    | Domingos 9:00pm |
|           | T2        | 8  | 30 de agosto de 2020 | 18 de octubre de 2020  | Domingos 9:00pm |
|           | T3        | 9  | 15 de agosto de 2021 | 10 de octubre de 2021  | Domingos 9:00pm |
|           | T4        | 12 | 21 de agosto de 2022 | 6 de noviembre de 2022 | Domingos 9:00pm |
|           | T5        | 14 | 6 de julio de 2024   | 5 de octubre de 2024   | Sábados 9:00pm  |